# آقای ۷رنگ (فیلم ۱۳۴۲)
آقای هفت‌رنگ فیلمی به کارگردانی و نویسندگی امین امینی محصول سال ۱۳۴۲ است.

## بازیگران
- شهین
- قلی صفاپور
- هوشنگ سارنگ
- همایون
- حمیده خیرآبادی
- غلامحسین بهمنیار
- فرخ‌لقا هوشمند
- نصرت‌الله کنی
- عبدالله محمدی
- افسانه (بازیگر)
- غیاث (بازیگر)
- شهری (بازیگر)
- رضا کریمی